# Changchub Gyaltsen
Tai Situ Changchub Gyaltsen (chữ Tạng: ཏའི་སི་ཏུ་བྱང་ཆུབ་རྒྱལ་མཚན; Wylie: ta'i si tu byang chub rgyal mtshan; tiếng Trung: 大司徒絳曲堅贊, bính âm: Dà sītú jiàngqū jiānzàn, phiên âm Hán Việt: Đại Tư Đồ Giang Khúc Kiên Tán) (1302 – 21 tháng 11, 1364) là một nhân vật nổi bật trong lịch sử Tây Tạng. Ông là người sáng lập nên triều đại Phagmodrupa (Phách Mộc Trúc Ba), kết thúc ách thống trị của nhà Nguyên tại Tây Tạng. Ông cai trị phần lớn đất Tạng với tư cách desi (chấp chính) từ 1354 cho đến 1364, và với tư cách là nhà lập pháp, chính khách, và một người bảo hộ tôn giáo, triều đại của ông được kéo dài trong nhiều thế kỷ.

## Tuổi trẻ
Tu viện Phagmodru nằm trên bờ phía bắc của sông Tsangpo, thành lập bởi giáo sĩ Ca-nhĩ-cư phái Phagmo Drupa Dorje Gyalpo (1110–1170). Tu viện được cai trị bởi Nhà Lang, một gia đình quý tộc. Vào thời kỳ Tát-ca, khi các chấp chính giả được gọi là ponchen (dpon-chen) cai trị Tây Tạng dưới quyền thống trị của nhà Nguyên, vùng Vệ Tạng được chia làm 13 quận (khu). Trong đó có một khu là Phagmodru với cung điện Nêdong ở vị trí trung tâm; Nhà Lang cai trị nơi đây với những chấp chính giả mang danh hiệu tripon (quận chủ, khu chủ, người cai trị một cấp hành chính có trên 10.000 dân). Phagmodru là liên minh với hãn quốc Y Nhi tại Ba Tư trong một thời gian. Changchub Gyaltsen sinh năm 1302, là con trai của địa chúa Rinchen Kyab với bà Tramon Bumkyi. Ở tuổi thứ chín, ông đã trở thành một tu sĩ và được lạt ma Lhakangpa giảng dạy giáo lý Phật giáo. Changchub Gyaltsen đặc biệt hết lòng tôn sùng, thờ cúng thần Hayagriva. Ông đến tu tại tu viện Tát-ca phái năm mười bốn tuổi. Ban đầu ông theo đuổi một cuộc đời tu sĩ, nhưng giám hộ của ông lại khuyên ông trở thành một chính khách xuất thế.

## Lãnh chúa Phagmodru
Năm 1322, bác của ông, Gyaltsen Kyab, vốn là lãnh chúa vùng Phagmodru, đã bị phế truất vì không có đủ tư cách. Changchub Gyaltsen được bổ nhiệm là người kế vị, và nhận được con dấu  từ Nguyên Anh Tông. Vị tripon mới đã mở rộng cung điện Nêdong và bao quanh nó với những bức tường lớn, xây dựng một cây cầu trên sông Sham gần đó. Ông cũng cai trị vùng đất tuân theo các nguyên lý Phật giáo và yêu cầu những người tùy tùng của mình tránh ăn thịt và uống rượu.

## Cầm quyền miền Trung Tây Tạng (Vệ Tạng)
Sau khi Gyalwa Zangpo, nhà chấp chính vùng Trung Tây Tạng, nghe được rằng Nguyên Huệ Tông muốn phế truất ông và thay thế bằng một người khác, Wangtson, bèn liền thiết lập một mối quan hệ liên minh với Changchub Gyaltsen. Không lâu sau đó, Wangtson giành được quyền cai trị Trung Tây Tạng và điều binh đi đánh Phagmodru. Mặc dù phe Wangtson áp đảo về số lượng quân đội, đội quân của Changchub Gyaltsen đã đẩy lùi được quân địch và chiếm giữ các vùng lân cận. Năm 1349, hầu hết vùng Vệ (phía đông của Trung Tây Tạng) thuộc về quyền cai trị của Changchub Gyaltsen, bao gồm cả Lhasa (Lạp Tát). Trong vòng bốn năm sau, năm 1353, một nỗ lực lớn cuối cùng đã được thực hiện để ngăn chặn sự phát triển lớn mạnh của
Phagmodru. Liên minh Sakya, Drigung, Yazang và Nangpa đã tấn công Changchub Gyaltsen nhưng cuối cùng phải rút lui. The next year 1354 was decisive. Gyalwa Zangpo sau nhiều năm giành lại được quyền chấp chính ponchen khoảng năm 1350. Đội quân Phagmodru đánh bại thành Nangpa sau khi vượt được sông Shabchu, và tiếp tục đi đánh Sakya. Hậu chiến tranh khắp vùng Tsang (phía tây Trung Tây Tạng) rơi vào quyền chấp chính của Changchub Gyaltsen.
Hai năm sau chiến loạn, Gyalwa Zangpo, vị chấp chính (ponchen) vùng Sakya liên minh với Changchub Gyaltsen, đã bị bắt bởi lạt ma trưởng tu viện Sakya, Lotro Gyaltsen. Một lần nữa Changchub Gyaltsen phải can thiệp vào các vấn đề tại Sakya. Ông triệu tập một cuộc hội nghị hòa bình với sự tham dự của Lạt-ma Sonam Gyaltsen, một lạt ma được kính trọng tại Sakya. Kết quả là phía cầm quyền Sakya bị buộc phải thả Gyalwa Zangpo. Năm 1357, một cuộc nội chiến lại làm cho địa khu Sakya bất ổn định. Vị lạt ma Kunpangpa xuất chúng đã bị ám hại một cách không rõ nguyên nhân, và ponchen Gyalwa Zangpo cũng mất ngay sau đó, đồn đoán rằng tất cả là do cựu ponchen Wangtson làm. Changchub triệu tập một cuộc gặp mặt tại Sakya năm 1358 để giải quyết các vấn đề của Trung Tây Tạng. Mặc dù cuộc bàn luận không có kết quả, ông đã để lại quân đội ở Sakya. Quân lính từ Lhatse dưới sự điều khiển của Wangtson đã nổi dậy nhưng liền bị đánh bại, Wangtson bị bắt và 464 binh lính của ông bị thọt mù mắt. Dù sao đi nữa, Changchub Gyaltsen vẫn người cai trị Trung Tây Tạng cho đến cuối cuộc đời mình trên thực tế dù không xưng ngôi quân chủ - vài năm trước khi triều đại nhà Minh được thành lập ở Trung Quốc vào năm 1368. Miền Trung Trung Quốc đã bị tàn phá bởi những cuộc giao tranh và hỗn loạn sau năm 1354, vì thế nên các vua chúa nhà Nguyên không có thời gian để can thiệp vào chuyện chính của Tây Tạng. 
Đại Tư Đồ Changchub Gyaltsen băng giá năm 1364 và người kế vị là Jamyang Shakya Gyaltsen (chữ Tạng: འཇམ་དབྱངས་ཤ་ཀྱ་རྒྱལ་མཚན; Wylie: 'jam dbyangs sha kya rgyal mtshan, tiếng Trung: 章陽沙加監藏, Chương Dương Sa Gia Giam Tạng) (1340-1373), cũng là một tu sĩ. Mặc dù tất cả cai chính giả đều thuộc về gia đình của Changchub Gyaltsen, năm người cầm quyền đầu tiên bao gồm cả ông vì đều là tu sĩ nên không kết hôn và có con nối tự.

### Trích dẫn
1. ↑  Snellgrove & Richardson (1986), p. 135–6.
2. ↑  Van Schaik (2011), p. 85.
3. ↑  Fifth Dalai Lama (1995), p. 129.
4. 1 2  Schaeffer (2013), p. 346.
5. ↑  Petech (1990), p. 118-9.
6. ↑  Van Schaik (2011), p. 88.
7. ↑  Petech (1990), p. 120-3.
8. ↑  Czaja (2013), pp. 171-6.
9. ↑  Petech (1990), p. 125-7.